# Міністерство у справах спадщини Ізраїлю
Міністерство у справах спадщини Ізраїлю — урядова установа Ізраїлю, яка відповідає за розвиток матеріальної та нематеріальної національної спадщини Ізраїлю, збереження вмісту національного історичного значення, роблячи його доступним для громадськості та заохочуючи асиміляцію національної спадщини в системі освіти та армії оборони Ізраїлю, а також інші види діяльності.

## Керівництво
З 29 грудня 2022 року Міністерство у справах спадщини Ізраїлю очолив Аміхай Еліягу.